# Царь-птица
 «Царь-птица» (якут. Тойон Кыыл) — якутский  фильм 2018 года производства студии «Сахафильм». Фильм стал победителем 40-го Московского международного кинофестиваля и лауреатом множеств международных кинофестивалей.

## Сюжет
Фильм повествует о старике Миккипэре и его жене Оппуос, живущих в глухой тайге в 1930-х годах. Старики ведут размеренную одинокую жизнь, но вдруг к ним в дом прилетает «царь-птица» — орёл. Мудрый шаман объясняет Миккипэру, что орёл прилетел к нему из-за того, что когда-то тот разорил орлиное гнездо.
Старики кормят орла и ухаживают за ним, постепенно привыкают к птице.

## В ролях
- Степан Петров — Микииппэр
- Зоя Попова — Оппуос
- Афанасий Федоров — Ньахсаан Ойуун (шаман)
- Прокопий Данилов — комсомолец
- Прокопий Иванов — комсомолец
- Беркут Тумара — орёл

## Производство
Фильм снят на студии «Сахафильм». Съёмки проходили в Якутии (Хангаласский улус) и в Кыргызстане (сцены с орлом).
В основу фильма лёг рассказ Василия Яковлева «Со мною состарившаяся лиственница» (якут. «Миигин кытта бииргэ кырдьыбыт тэҥкэ тиитим»).

## Критика
Фильм получил восторженные отзывы критиков. Отмечалась глубина его сюжета, самобытность, метафоричность.

## Награды
- 2018 — XXXX Московский международный кинофестиваль — Главный приз фестиваля «Золотой святой Георгий»[4]
- 2018 — Приз Международной федерации кинокритиков FIPRESCI (ФИПРЕССИ)[5]
- 2018 — XXXXII Монреальский международный кинофестиваль — Приз «За Высокую художественность»[6]
- 2018 — Международный кинофестиваль азиатских фильмов Asian World Film Festival (AWFF) — Главный приз фестиваля «Лучший фильм»[7]
- 2018 — II Международный фестиваль стран Арктики «Arctic оpen» — Специальный приз жюри «За умение видеть в малом большое», диплом «За уникальный актерский дуэт» актёрам Степану Петрову и Зое Поповой[8]
- 2018 — XIX Международный фестиваль кино коренных народов ImagineNative — Главный приз фестиваля «Лучшая художественная драма»[9]
- 2018 - Байкальский международный кинофестиваль "Человек и Природа" имени В.Г. Распутина - Гран При
- 2018 — Первый открытый фестиваль популярных киножанров «Хрустальный источникъ» (Ессентуки) — приз за лучшую режиссуру (Эдуард Новиков)[10][11]